# Tenasserim-Gebirge
Das Tenasserim-Gebirge (auch Tenasserimkette, englisch „Tenasserim Range“, birmanisch တနင်္သာရီ တောင်တန်း, Aussprache: [tənɪ̀ɴθàjì tàuɴdáɴ], thailändisch ภูเขาตะนาวศรี, Aussprache: [pʰuː kʰǎo tàʔnaːwsǐː]) ist eine Bergkette in Südostasien. Sie bildet die natürliche Grenze zwischen dem südlichen Myanmar im Westen und Thailand im Osten. Im Süden setzt sie sich auf der Mitte der Malaiischen Halbinsel über den Isthmus von Kra hinaus fort und schließt an die Titiwangsa-Kette an. Im Norden geht das Tenasserimgebirge in die Dawna-Kette über, die ebenfalls zwischen Myanmar und Thailand liegt.

## Geographie
Das Tenasserim-Gebirge ist Teil einer Granit-Bergkette, welche älter als der Himalaya ist.
Sie formt das Rückgrat der Malaiischen Halbinsel und reicht bis hinunter nach Singapur.
Das Tenasserim-Gebirge ist etwa 400 Kilometer lang. Es beginnt beim Drei-Pagoden-Pass, der eine der wenigen Landverbindungen zwischen der Provinz  Kanchanaburi (Thailand) und der Tanintharyi-Region (Myanmar) darstellt. Es zieht sich hinunter bis zur Provinz Prachuap Khiri Khan, in der sich die schmalste Stelle Thailands (der Isthmus von Kra) befindet.
Einige der höchsten Erhebungen des Gebirges liegen auf der birmanischen Seite, wie zum Beispiel der Ngayannik Yuak Taung (1531 Meter) oder der Palan Taung (1455 Meter).
Das Gebirge ist nur spärlich besiedelt und zum großen Teil mit dichtem Dschungel bedeckt. Es fällt nach Osten hin steil ab, die Küste des Golfs von Thailand liegt in einer Entfernung zwischen 12 und 100 Kilometern.

## Fauna
Im Tenasserim-Gebirge leben zwei bekannte, bedrohte Tierarten: Der Asiatische Elefant und der Tiger. Songtam Suksawang, der Direktor der Forschungsabteilung der Nationalparks in Thailand, schätzt, dass im „Westlichen Waldkomplex“ noch etwa 500 Elefanten und nur noch 120 Tiger leben.